# Лимузен

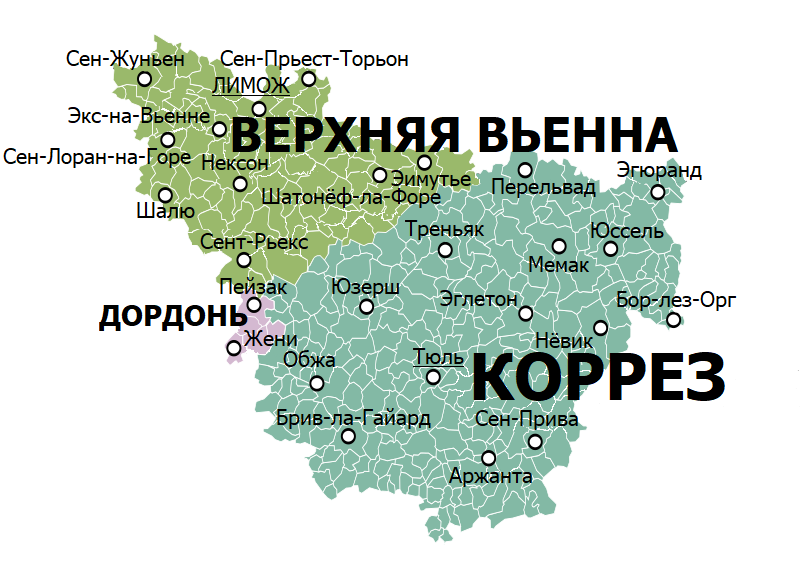
Лимузен (провинция)

Лимузе́н (фр. Limousin, окс. Lemosin) — бывший регион на юго-западе центральной части Франции, состоявший из трёх департаментов: Коррез, Крёз и Верхняя Вьенна. С 1 января 2016 года — часть региона Новая Аквитания. Регион почти полностью расположен в пределах горного Центрального массива.
Территория региона составляет 16 942 км², на которой проживает 741 072 жителей. Лимузен — самый малонаселённый регион материковой Франции. Демографическая ситуация в регионе характеризуется существенным повышением численности его населения в последние годы, в особенности, вдоль главных транспортных направлений, а также положительным сальдо миграции. Зато коэффициент рождаемости в регионе очень низкий, а доля жителей старше 60 лет — одна из самых высоких во Франции.
Лимузен входит в состав Большого французского юго-запада и граничит на севере с регионом Центр, на западе с регионами Пуату — Шаранта и Аквитания, на юге с регионом Юг — Пиренеи, а на востоке — с Овернью.
Лимузен — часть исторической области Окситания.

## География
Регион практически полностью расположен в пределах Центрального массива. Высшая точка — гора Бессу (977 м).

### Гидрография
Регион Лимузен иногда называют «водонапорной башней» Франции, поскольку на его территории берут своё начало множество небольших французских рек.
Основными реками являются Шаранта, исток которой находится рядом с коммуной Шероннак в департаменте Верхняя Вьенна, а также Дордонь, протекающая по территории региона.
На территории региона много водоёмов, из которых известнейший и значительнейший — озеро Вассивьер (фр. lac de Vassivière), расположенное на стыке департаментов Верхняя Вьенна и Крёз. Остальные крупные озёра сформированы путём обустройства запруд и плотин. В целом, в регионе насчитывается 12 000 гектаров водной поверхности и 39 водоудерживающих перемычек.

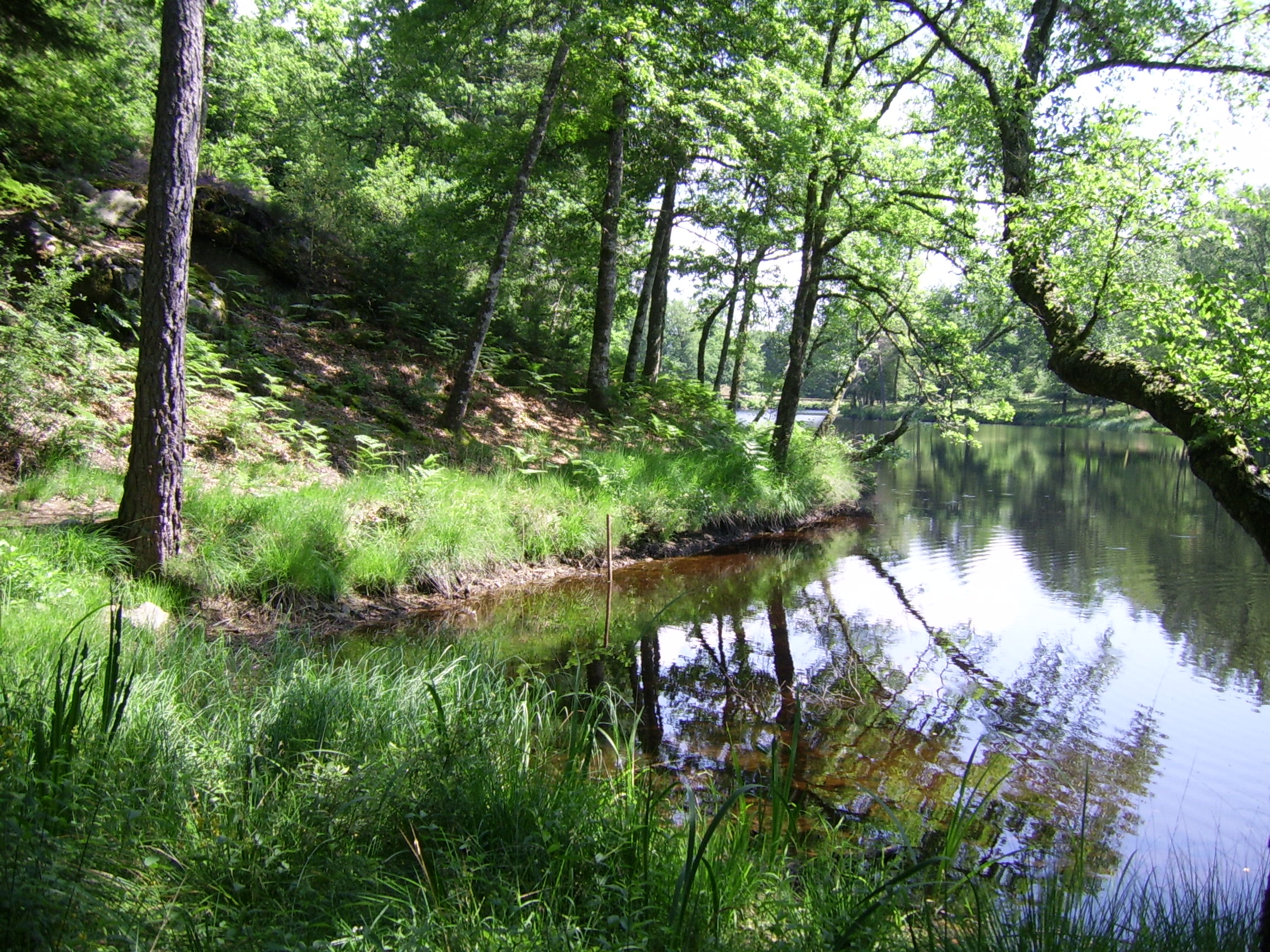
Типичный лимузенский пейзаж: пруд, лес, заросли

### Флора
Лимузен располагает 4 % общих лесных угодий Франции. На территории региона находится множество заболоченных земель и торфяников (например, торфяник Лонжеру в департаменте Коррез), а самый значительный из них, торфяное болото Доже, имеет статус национального природного заповедника. Каштан выбран символом Лимузена, и лист этого дерева размещён на официальном логотипе Генерального Совета региона.

### Фауна
Выдры, прежде широко распространённые в регионе, сейчас уже почти исчезли. Последние представители этого рода нашли своё убежище в чистых водах рядом с плато Мильваш (фр. Plateau de Millevaches), а именно по краям торфяного болота Лонжеру к северу от департамента Коррез. В наши дни, благодаря протекционистским мерам юридического характера и деятельности ассоциаций по защите природы, начался процесс повторного естественного заселения водоёмов региона.
Покрывающие значительную часть территории региона леса населены главным образом кабанами, косулями и лисицами. В больших количествах имеются хищные птицы (сарычи и ястребы), а также цапли, лягушки и мелкие грызуны (в особенности, зайцы и нутрии).
Кроме того, Лимузен расположен на пути миграции перелётных птиц, а именно серых журавлей, которые пролетают здесь в начале зимы и весной.

#### Волки в Лимузене
Лимузен известен как последний французский регион массового обитания волков. В конце XIX столетия волки водились примерно на 50 % территории Франции, а уже в 1923 году ареал волков составлял не более нескольких процентов территории Франции.
Волки покинули земли департамента Крёз, по всей видимости, после строительства железной дороги. Последние представители были отмечены в 1914 году возле коммуны Обюссон. В Коррезе волки исчезли в 1910 году.
Последние французские волки обитают, помимо плоскогорья Лангр, на участке, ограниченном с севера коммуной Монморийон, с юга городом Сарла-ла-Канеда, с востока Лиможем, а с запада Ангулемом.
По официальным данным, последний лимузенский волк был застрелен около коммуны Сюссак в 1926 году. Однако многочисленные свидетели наблюдали волков в регионе и в 1930-е и в 1940-е годы. Волчьи следы были отмечены на берегу реки Дордонь в 1970 году.

## История

### Галло-романская эпоха
Гай Юлий Цезарь в «Записках о Галльской войне» упоминает, что на этих землях жило кельтское племя лемовисов, сыгравшего существенную роль в сопротивлении галлов. Главным центром этого племени был оппидум Вильжубер, находившийся рядом с современной коммуной Сен-Дени-де-Мюр департамента Верхняя Вьенна. Это поселение располагалось на пересечении множества торговых путей, поскольку лемовисы были известны навыками добычи золота в открытых шахтах, которых было множество в этом районе.
Цезарь завоевал земли лемовисов в 52 году до н. э., и с этого времени начался процесс романизации данной территории, который, впрочем, не произвёл переворота в экономике региона. Поселения были перенесены в другие места с целью облегчения перемещения товаров и усиления контроля римлян над местными жителями. Таким образом, административный центр лемовисов был перенесён в Августоритум, современный город Лимож, целиком созданный римлянами уже к 10 году до н. э. с целью облегчить переправу через реку Вьенну.

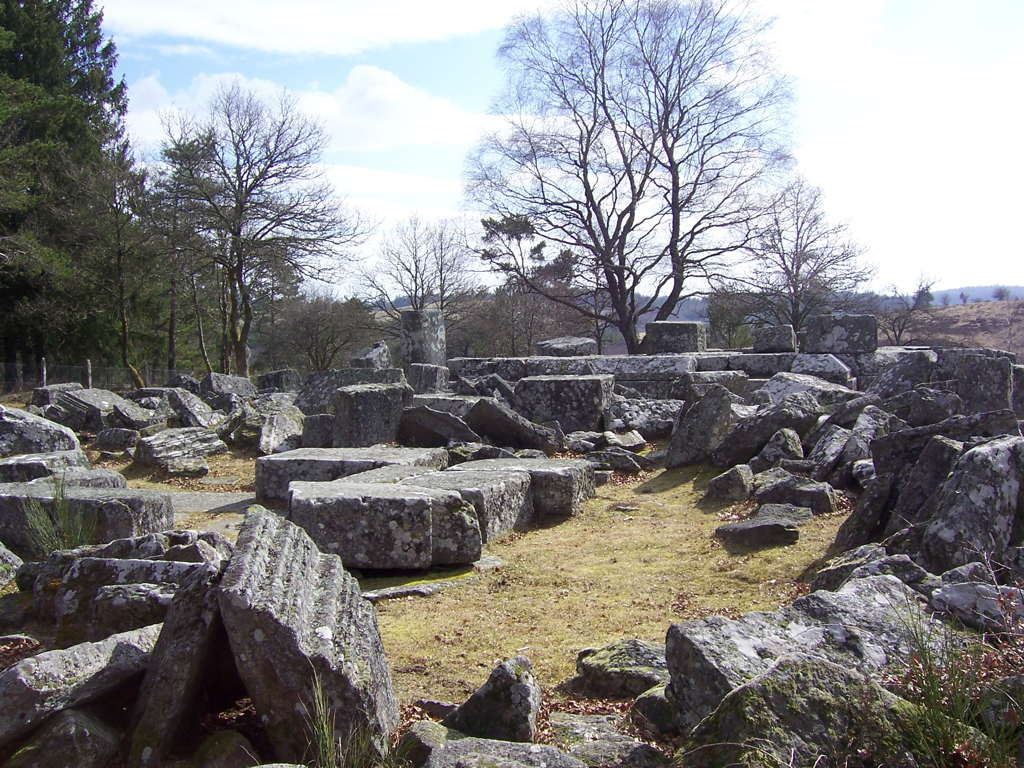
Галло-романские руины возле Сен-Мер-ле-Уссине в Коррезе

Среди второстепенных городов Лимузена можно назвать поселение Брива-Курреция (Briva Curretia, а в наши дни, город Брив-ла-Гайард), располагавшееся на дороге Лион — Бордо, а также Акитодунум (современный город Аэн) на дороге из Буржа в Клермон. Из числа построенных заново или романизированных религиозных центров, остатки которых сохранились в наши дни, можно назвать Кассиномагус (Шазнон) и Эво-ле-Бен, известные своими древнеримскими термами, Тинтиньяк возле коммуны Нав, где сохранилось святилище, объединяющее храм и театр, а также Ле-Кар возле коммуны Сен-Мер-ле-Уссине. Здесь представлены остатки мавзолеев II и III веков, сооружённых поблизости от романской виллы. Такие виллы возводились в центре крупных аграрных хозяйств, которые являлись главными экономическими и социальными субъектами Лимузена галло-романской эпохи. Плотность расположения таких участков была настолько высока, что зачастую виллы размещались на расстоянии 1—2 километра друг от друга. Практически не было незанятых участков земли.
Равнинные земли Лимузена эксплуатировались богатыми собственниками, жившими в виллах. Такие собственники зачастую имели свои корни среди бывшей аристократии галлов. Они очень быстро приняли римскую культуру и бытовой комфорт. Об этом свидетельствуют их жилища, поскольку в результате археологических раскопок порой обнаруживались совершенно не свойственные той эпохе признаки роскоши и излишеств. Топонимика данной местности сохранила память об этих аграрных хозяйствах и их владельцах. Названия многочисленных поселений имеют окончания -як, указывая на бывшую виллу, к примеру коммуна Флавиньяк («Вилла Флавиния»), коммуна Сольньяк («Вилла Солемния»). В результате археологических раскопок были обнаружены остатки монашеских обителей неподалёку от коммуны Ла Шапель-Монбрандё, деревни Пьер-Бюффьер и Брашо к северу от Лиможа.

### Вторжения варваров в эпоху Меровингов
Лимузен, как и вся Галлия, был затронут первой волной нашествия германских племён в III веке. Некоторые поселения были постепенно покинуты жителями, в том числе виллы в лимузенских горах. Площадь столицы Августоритума существенно сократилась и оставшиеся жители сосредоточились преимущественно вокруг горы Сен-Этьен, где находилась одна из первых христианских церквей Лимузена.

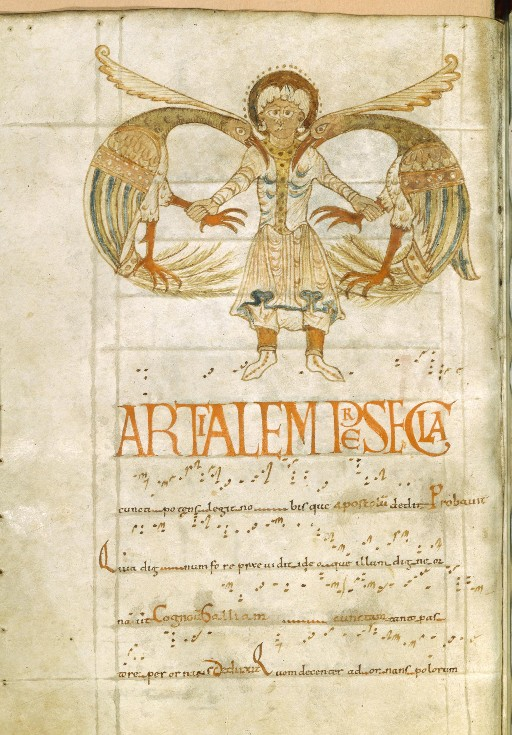
Марциал Лиможский (Святой Марциал)

В Лимузене, преимущественно в его столице Августоритуме, начиная с III века проповедовал Евангелие Марциал Лиможский, который по легенде был отправлен в Галлию епископом Рима. В поселении Брив-ла-Гайард Евангелие проповедовал Святой Мартен из Брива, который был забит камнями языческими жителями этого небольшого поселения. Остальная территория региона ещё очень долго оставалась языческой и была полностью обращена в христианство, по всей видимости, только в конце V века.
Начиная с середины V века, Лимузен, как и вся Аквитания, находился под властью германских племён вестготов. Только в 507 году после победы короля франков Хлодвига I над вестготами возле Вуйе регион перешёл под влияние франкских королей, сохранив при этом определённый уровень самостоятельности. Таким образом, начиная с VII века Аквитанией от имени короля франков управлял герцог, сохраняя большую степень автономии. Лимузен, в отличие от западной части королевства Аквитании, не подвергся арабо-берберскому нашествию.
Эпоха Меровингов была отмечена в Лимузене значительным ростом отшельничества. В самом деле, множество людей пришло тогда в Лимузен с севера Галлии, и даже с британских островов, чтобы жить тут в одиночестве и молитвах. Репутация этих отшельников привлекала новых людей, образовавших поселения Сен-Жуньян, Сен-Виктюрнян, Сен-Марьен (Эво-ле-Бен), Ле-Гран-Бур. Другие клерикалы основали аббатства, к примеру, Элигий в Солиньяке в 632 году или Парду в Гере.

### Лимузен в эпоху монахов и виконтов
В X столетии территория Лимузена была разделена на большое количество сеньорных владений, самыми значимыми из которых стали виконтства Лимож, Комборн, Вантадур и Тюренн, расположенные на землях Нижнего Лимузена, тогда как большую часть севера региона занимали земли графства Ла Марш. Епископы Лиможа также имели крупные земельные владения, находившиеся в центральной части современного департамента Верхняя Вьенна. Остаток территории оспаривали между собой мелкие сеньоры, среди которых были сеньор де Ластур, сеньор де Кар и виконт де Рошешуар. Такая сильная раздробленность территории привела к сооружению большого количества замков и сторожевых башен на равнинах Лимузена, феодальное сообщество которого развивалось по единым для всей западной Европы той эпохи принципам. В наше время сохранились развалины замка Ластур, шато Вантадур, замка Комброн, а также замка Эксидей, напоминая нам о прошлой феодальной раздробленности.
В IX веке в Лимузене стали образовываться многочисленные аббатства, например, каноническое аббатство Святого Марциала в Лиможе, принявшее бенедиктинский устав в 848 году. Возле гробниц святых отшельников, к примеру, Святого Жуньена, Святого Псалмета (Эмутье), Святого Леонара, стали образовываться капитулы каноников, развивавших культ своих святых покровителей. С образованием сеньорий, независимых от герцогской власти, начали появляться многочисленные аббатства, среди которых Больё, основанное в 860 году архиепископом Буржа Раулем Тюреннским, Шамбон, основанное аббатом Святого Марциала, Мутье-д’Аэн, основанное около 1000 года графом Бозоном Ла Марш, Ле-Шалар, основанное в конце XI века Гуфье Ластуром.

### XII—XIII столетия: эпоха расцвета

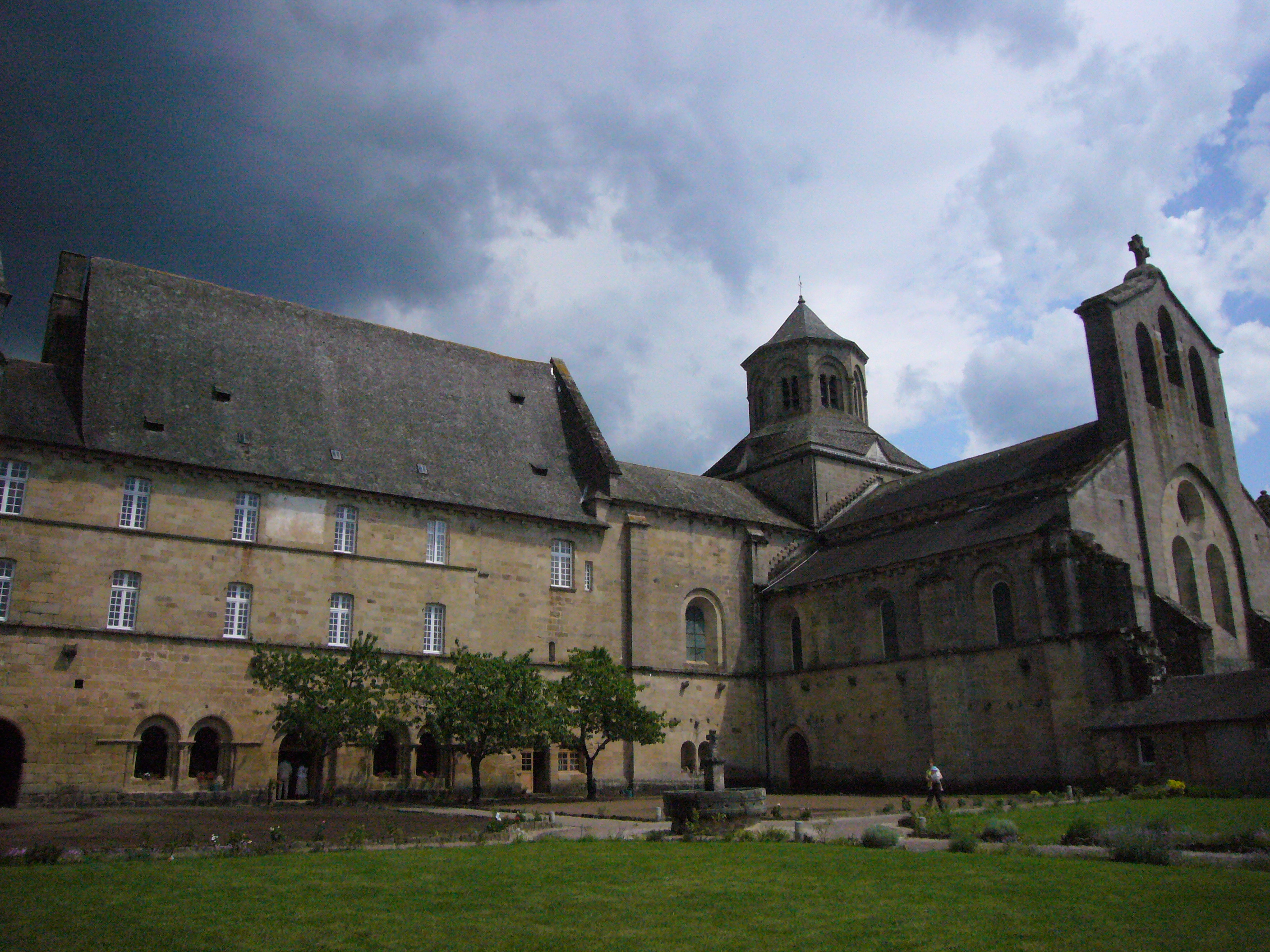
Монастырская церковь Обазинского аббатства в Коррезе

Вместе с экономическим подъёмом конца XI века и ростом людского потока, главным образом потока паломников, многочисленные лимузенские аббатства значительно расширились и в регионе обосновались новые религиозные ордены. В это время были возведены великолепные монастырские и приходские церкви в романском стиле, среди которых Больё-сюр-Дордонь, Солиньяк, Ле Дора и Сен-Леонар-де-Нобла. Но самым значимым из этих религиозных образований бесспорно было аббатство святого Марциала в Лиможе. Причина этого в том, что поклонение Святому Марциалу (покровителю Аквитании) притягивало сюда множество паломников, в числе которых были и владетельные сеньоры Аквитании, и графы Пуатье. Его религиозное и политическое влияние обеспечили аббатству власть и процветание. Известность аббатства укреплялась также благодаря созданию с X века полифонических музыкальных произведений, что станет причиной образования при аббатстве Школы Святого Марциала.
Начиная с XII века в Лимузене развивается техника изготовления выемчатых эмалей, используемых для декорирования рак и литургических объектов, которую быстро освоило множество лимузенских мастерских после того как она получила массовое признание в христианской Европе. В наше время в крупных музеях всего мира сохранилось свыше 12 0000[уточнить] таких металлических ювелирных изделий. При этом, по оценке историка Мари-Мадлен Готье (фр. Marie-Madeleine Gauthier), в период между XII и XIV веками было изготовлено и распространено свыше 120 000 предметов.
В 1152 году Лимузен перешёл в руки представителей династии Плантагенетов вследствие брака Алиеноры Аквитанской и Генриха II, будущего короля Англии. С этого времени регион находился под английским влиянием, которое наложило свой отпечаток на религиозное и творческое развитие Лимузена. При этом недавно образованный святым Этьеном де Мюре католический монашеский Орден Гранмон, прочно закрепился на всех землях Плантагенетов, от английского королевства до Пиренеев.
С началом Столетней войны на землях Лимузена наступил кризис, и на всей территории региона настал период экономического упадка. Множество городов, и ещё больше деревень, было разграблено бандами наёмников, а также солдатами английской и французской армий. Кроме того, епископский город Лимож, вставший на сторону короля Франции, был захвачен и разграблен в сентябре 1370 года отрядами Чёрного Принца.

### Между Средневековьем и Французской революцией
Виконтство Лимож было присоединено к землям короны Франции в 1607 году.

В своём произведении Сельский священник в 1839 году Оноре де Бальзак приводит характеристику Лимузена: 
Отъехав на пять лье от Лиможа, миновав грациозные береговые склоны Вьенны, красивые отлогие лужайки Лимузена и проехав местечки, напоминающие Швейцарию, в особенности Сен-Леонар, местность принимает унылый и меланхоличный вид. Вашему взгляду открываются просторные неухоженные равнины, степи без травы и без лошадей, но окаймлённые вдоль горизонта высотами Корреза

## Административное деление
Регион включает департаменты Крёз, Коррез и Верхняя Вьенна.

## Региональный язык
Лимузенский язык — диалект окситанского языка, генетически связанного с каталанским языком.

## Экономика
Имея показатель ВВП на душу населения 24 794 € в 2008 году, регион Лимузен занимал 18 место среди французских регионов, уступая Нижней Нормандии, но опережая Лотарингию, Корсику, Пикардию и Лангедок-Руссильон.
По состоянию на 2010 год, уровень безработицы в Лимузене самый низкий среди французских материковых регионов, не считая Бретани.

## Транспорт
Вследствие своего расположения в горном регионе Центрального массива, Лимузен долгое время оставался в стороне от главных транспортных направлений (Париж—Бордо или Париж—Лион).
Ситуация существенно изменилась после ввода в эксплуатацию автомагистрали A20, соединившей Париж с Тулузой и бесплатной на участке от Вьерзона до Брив-ла-Гайард, а также после открытия поперечной автомагистрали A89 Бордо—Клермон-Ферран и поэтапной сдачей участков транспортной магистрали «Центральная Европа — Атлантика».
В части железнодорожного сообщения, после прекращения эксплуатации устаревшей линии Париж—Орлеан—Лимож—Тулуза, началось строительство высокоскоростной железнодорожной магистрали LGV Пуатье—Лимож, сдача в эксплуатацию которой планируется к 2020 году. Определённо, эта линия могла бы стать началом крупного проекта «Восток—Запад». Также следует отметить ввод в эксплуатацию в декабре 2007 года первой ветки TGV между Брив-ла-Гайард и Лиллем, на которой поезда следуют по классической железнодорожной колее вплоть до пригородов Парижа, соединяя Лимож, Орлеан, различные города регионов Центр и Иль-де-Франс с международным аэропортом Шарль-де-Голль.
Первое десятилетие XXI века отмечено в Лимузене значительным развитием воздушных перевозок, поскольку в аэропорте Лиможа были организованы рейсы в Англию и Бельгию. Также стоит отметить сдачу в эксплуатацию нового аэропорта в Брив-ла-Гайард летом 2010 года.

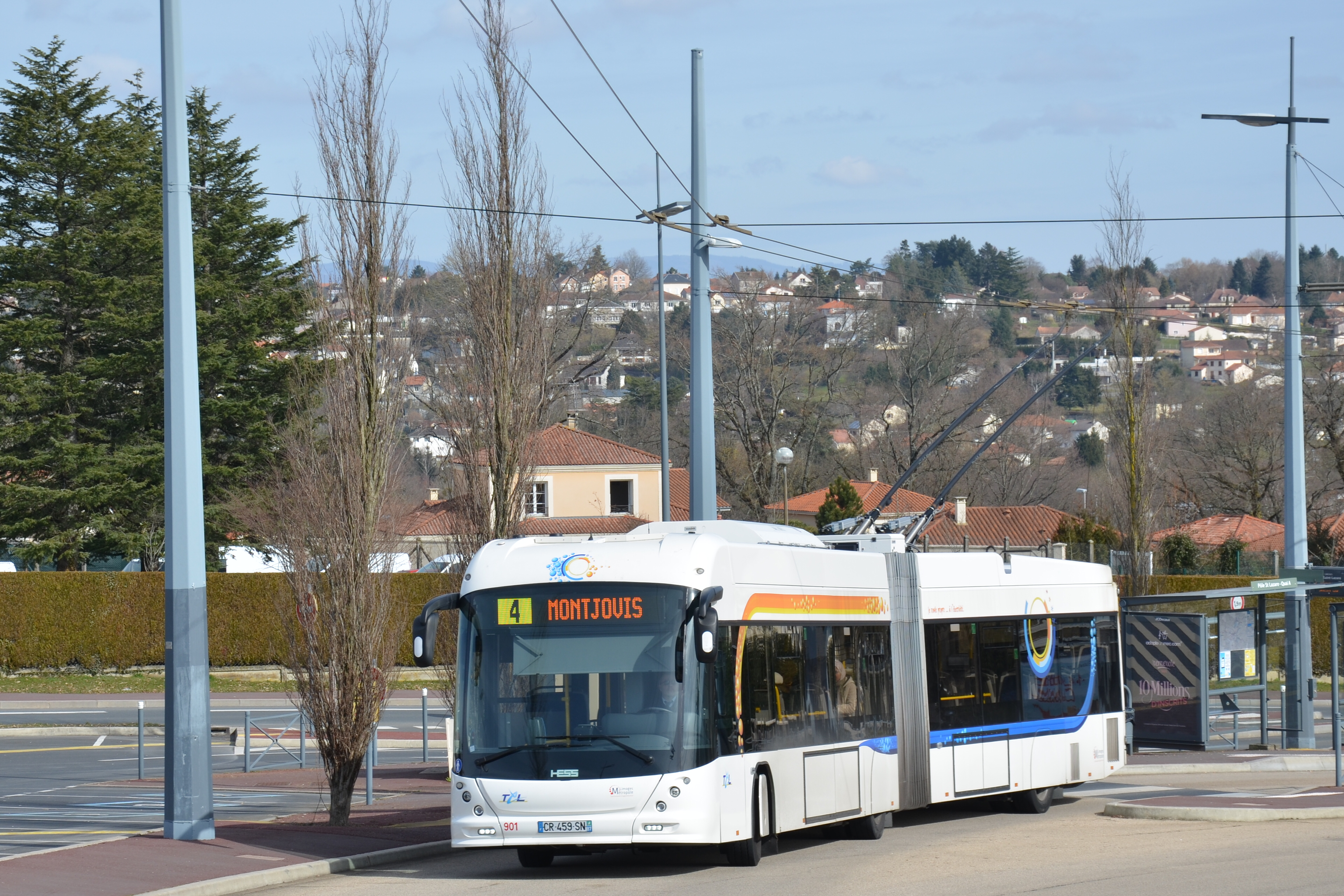
Троллейбус Swisstrolley в Лиможе
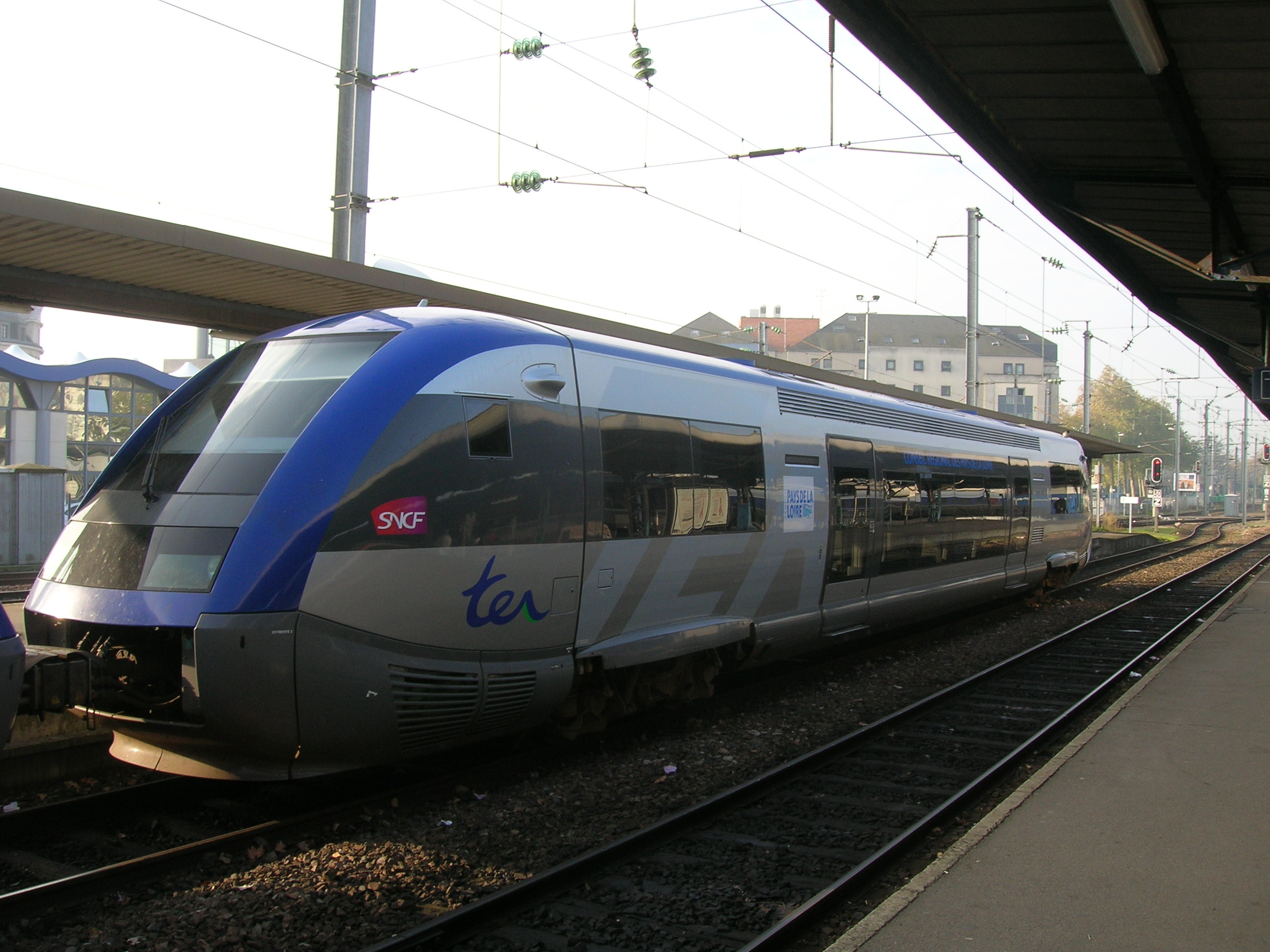
Дизельный поезд X 73500, эксплуатируемый в сети TER Limousin

Административный регион Лимузен обслуживается сетью пригородных железнодорожных маршрутов TER компании TER Limousin.
Город Лимож является одним из трёх городов во Франции (вместе с Лионом и Сент-Этьеном), где в сети городского транспорта используются троллейбусы.

## Туризм
Лимузен никогда не был регионом, живущим за счёт туризма. Расположенный в стороне от главных транспортных артерий, и даже в стороне от маршрутов отпускников, направляющихся в горы (Париж—Тулуза или Атлантическое побережье—Центральный массив) или к морю (Восток—Запад), Лимузен никогда не испытывал сколь-нибудь значимого притока туристов.
Это обстоятельство, вероятно, было вызвано географической изоляцией региона, его недооценкой вследствие целого века экономических и демографических трудностей, которые повлекли за собой пренебрежительную оценку этих земель. Кроме того, в отличие от соседних регионов, Лимузен не располагал значимыми объектами привлечения внимания больших масс посетителей, остатками галло-романской эпохи (к примеру, в отличие от Лангедок — Руссильона или региона Прованс — Альпы — Лазурный Берег), значительными геологическими достопримечательностями (в отличие от региона Юг — Пиренеи), или популярными общественными мероприятиями (в отличие от Оверни и Пуату — Шаранты). Таким образом, Лимузен продолжал жить в рамках прежних шаблонов (фарфор, отсутствие городов, …) и влачил жалкое существование, находясь между туристическими регионами, популярные туристические объекты которых зачастую находились вблизи от границ региона (например, «Vallée de l’Homme» и пещера Ласко расположены примерно в 20 километрах от Корреза, а вулканы Оверни находятся примерно в сорока километрах от Крёза).
Такие основания для суждений только усугублялись последние 15 лет из-за строительства транспортных магистралей (в особенности A20 и A89, а в последнее время и железнодорожной линии LGV Пуатье—Лимож). Рост интереса со стороны англичан позволил модернизировать и вновь ввести в эксплуатацию аэропорт Лиможа и приступить к строительству аэропорта в Брив-ла-Гайард. В наше время Лимузен пытается формировать более современный и более справедливый образ, сохраняя и подчёркивая свои отличительные особенности.
Демографические показатели снова начали развиваться, начиная с 2000 года показывая ежегодный прирост постоянного населения в регионе.
Туризм в регионе развивается в двух главных направлениях:
- экологический туризм, основанный на занятиях спортом на открытом воздухе, пешеходных маршрутах, посещении природных достопримечательностей. Данный сегмент туристической активности стал развиваться благодаря поощрению развития пристанищ для туристов в сельской местности и купальных зон. Особенно выделяется в этом сегменте плато Мильваш, южная часть департамента Верхняя Вьенна и бассейн реки Брив.
- культурный туризм и познавательный туризм, основанный на исторических объектах, памятных местах, промышленных и ремесленных традициях (лиможский фарфор, эмаль, гобелены, шифер, тюлевое производство, перчаточное производство и другое), концентрированных на отдельных объектах, а также в городах.

Дополнительный импульс развитию туристической активности придало недавнее образование двух региональных природных парков: Региональный природный парке Перигор—Лимузен был образован в 1998 году на стыке департаментов Дордонь и Верхняя Вьенна, а Региональный природный парк Мльваш в Лимузене был создан в 2004 году на землях, входящих в состав трёх департаментов региона Лимузен.
Список 20 платных туристических объектов с наибольшим количеством посетителей в 2007 году:
1. Мемориальный центр Орадур-сюр-Глан, руины старого посёлка, уничтоженного немецкими солдатами в годы Второй мировой войны (306427)
2. Зоопарк и пейзажный парк Парк дю Рейну возле коммуны Ле-Вижу (83600)
3. Музей Президента Жака Ширака (50015)
4. Конный завод Помпадур (49648)
5. Музей епархии Лиможа, художественный музей в резиденции епископов с огромным собранием эмали(43360)
6. Аквариум Лимузена (40996)
7. Парк диких животных в горах Гере (37986)
8. Парк аттракционов Бельвю (36318)
9. Замок Château de Sédières (31104)
10. Монастырский музей в Тюле (29097)
11. Замок Château de Val (25572)
12. Музей гобеленов в коммуне Обюссон (25447)
13. Водопады Жимель рядом с коммуной Жимель-ле-Каскад (22503)
14. Башни Мерле (20054)
15. Гигантский лабиринт в горах Гере (19784)
16. Речной трамвай на озере Вассивьер (19711)
17. Шато Тюренн (19531)
18. Прогулочные суда с панорамным обзором на озере Вал (19275)
19. Музей фарфора Адриана Дюбуше (19028)
20. Туристический поезд в Лиможе (17119)

Объекты Мирового наследия в Лимузене:
- Коллегиальная церковь в Сен-Леонар-де-Нобла на паломническом пути Святого Иакова.
- Гобелены Обюссона.

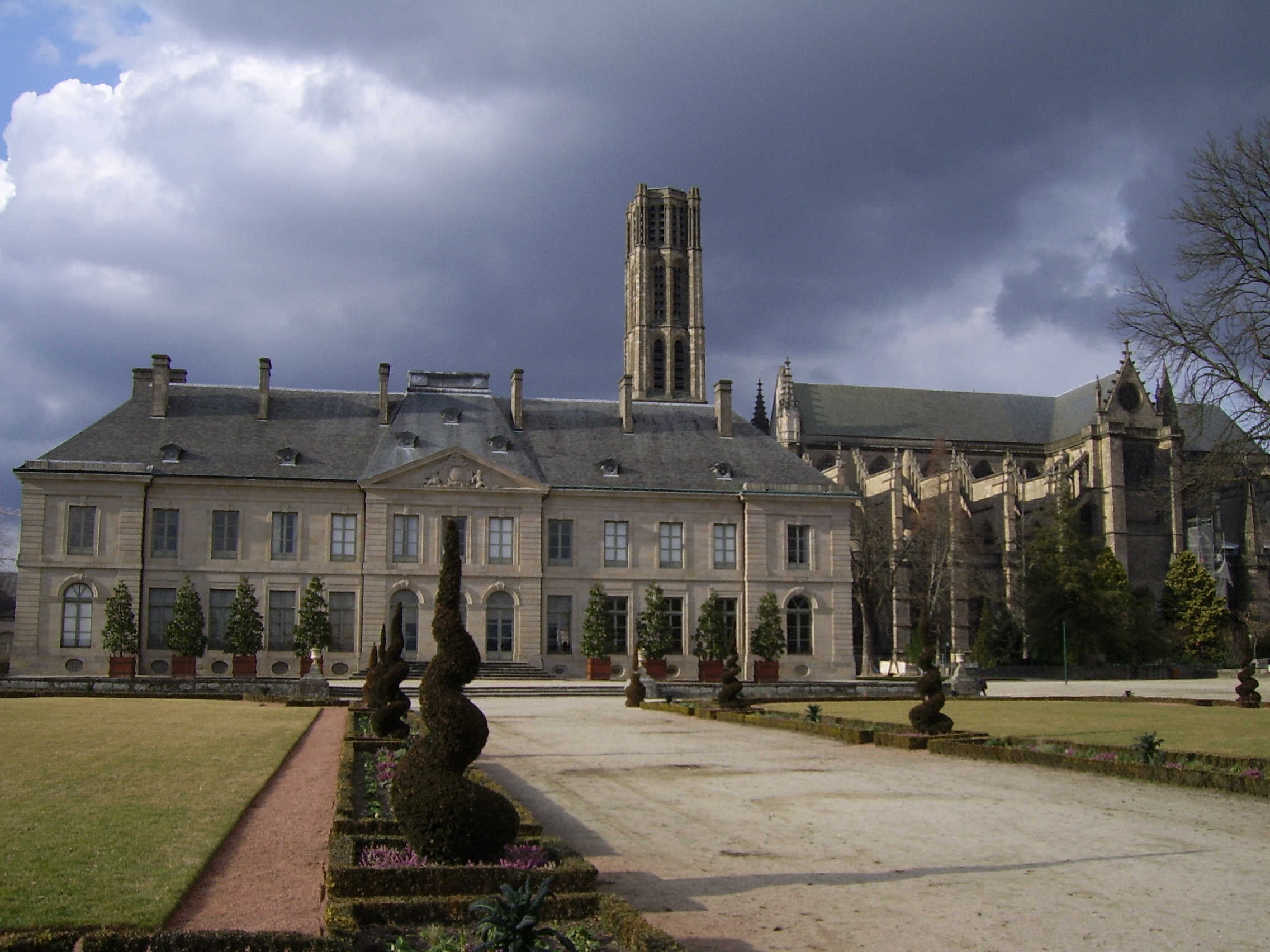
Музей епископов Лиможа
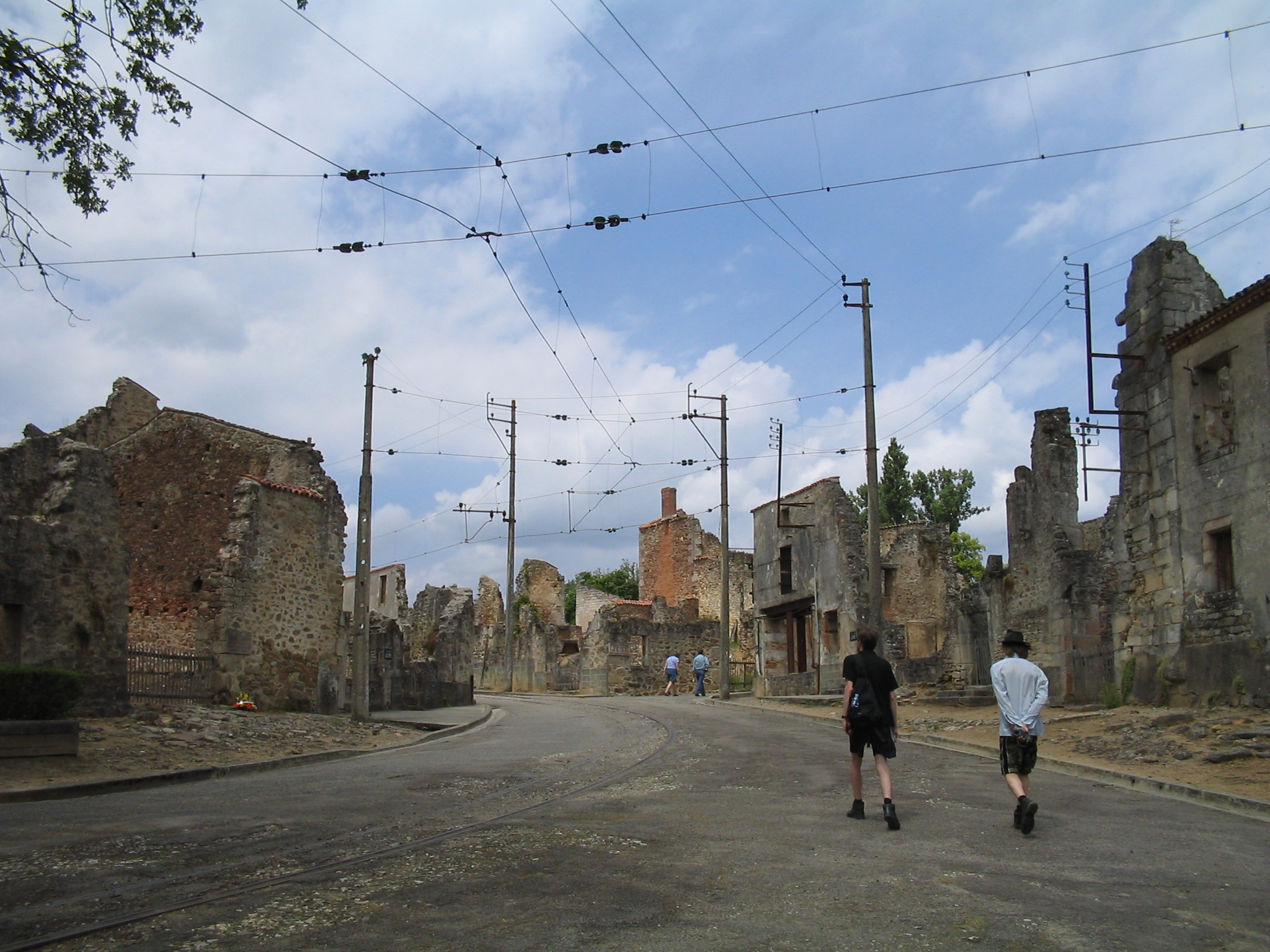
Город-мученик Орадур-сюр-Глан
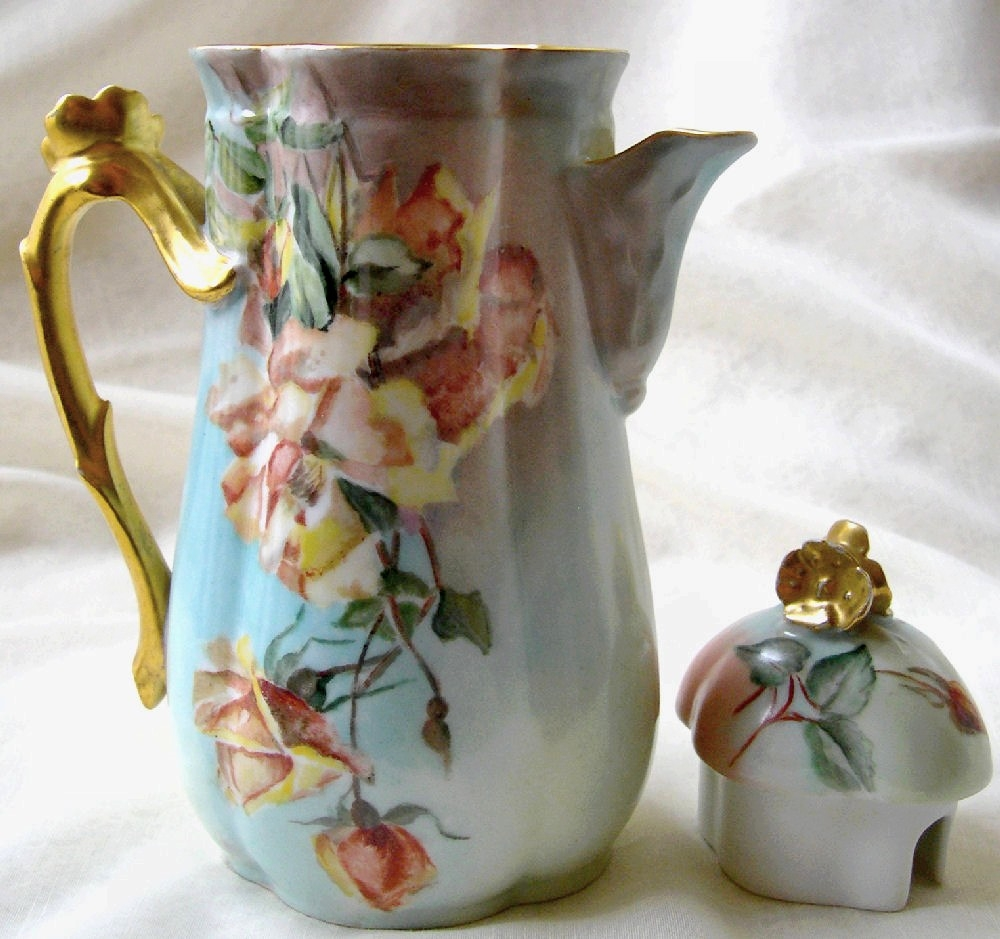
Шоколадница лиможского фарфора
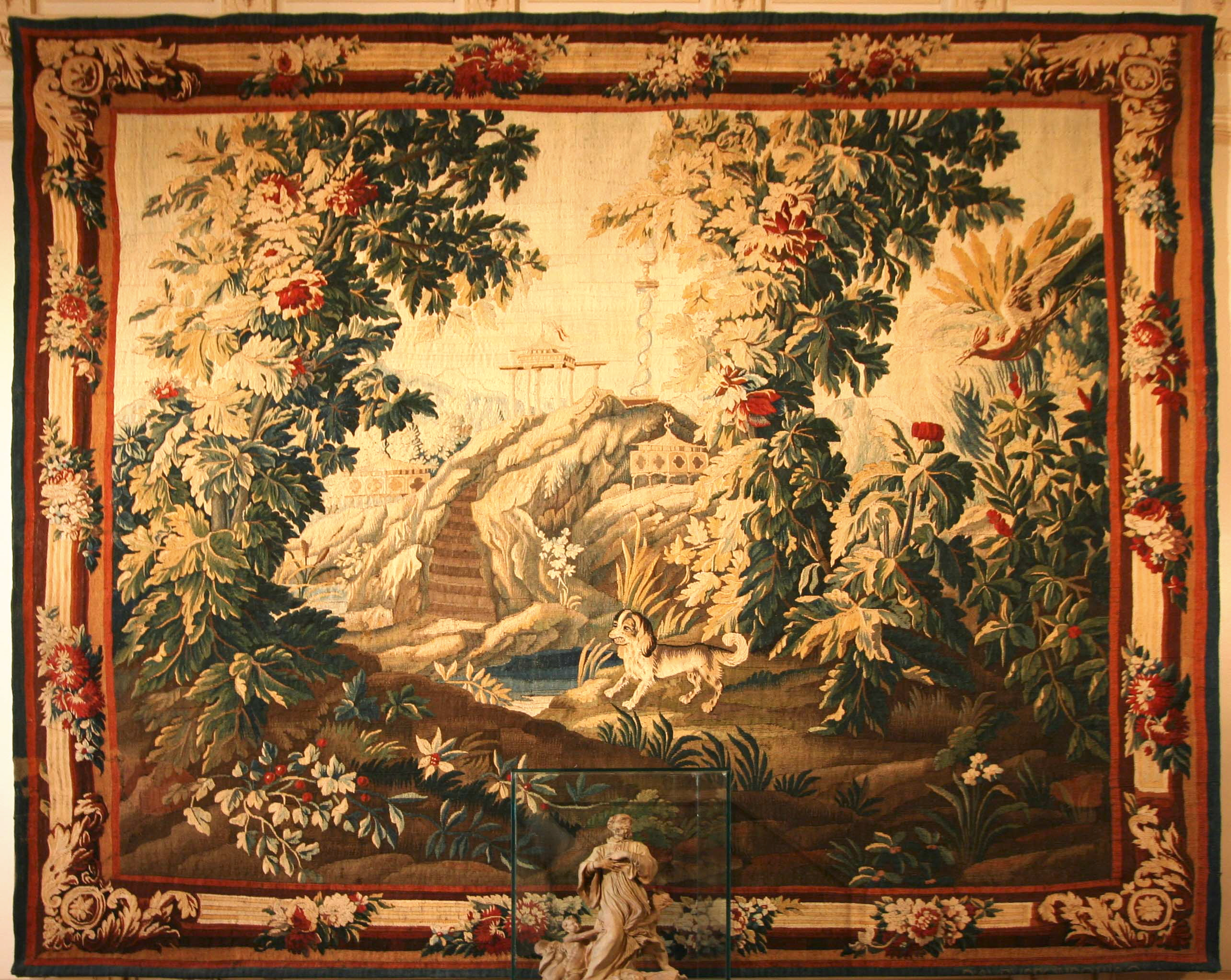
Гобелены Обюссона